# Ruedi Blumer

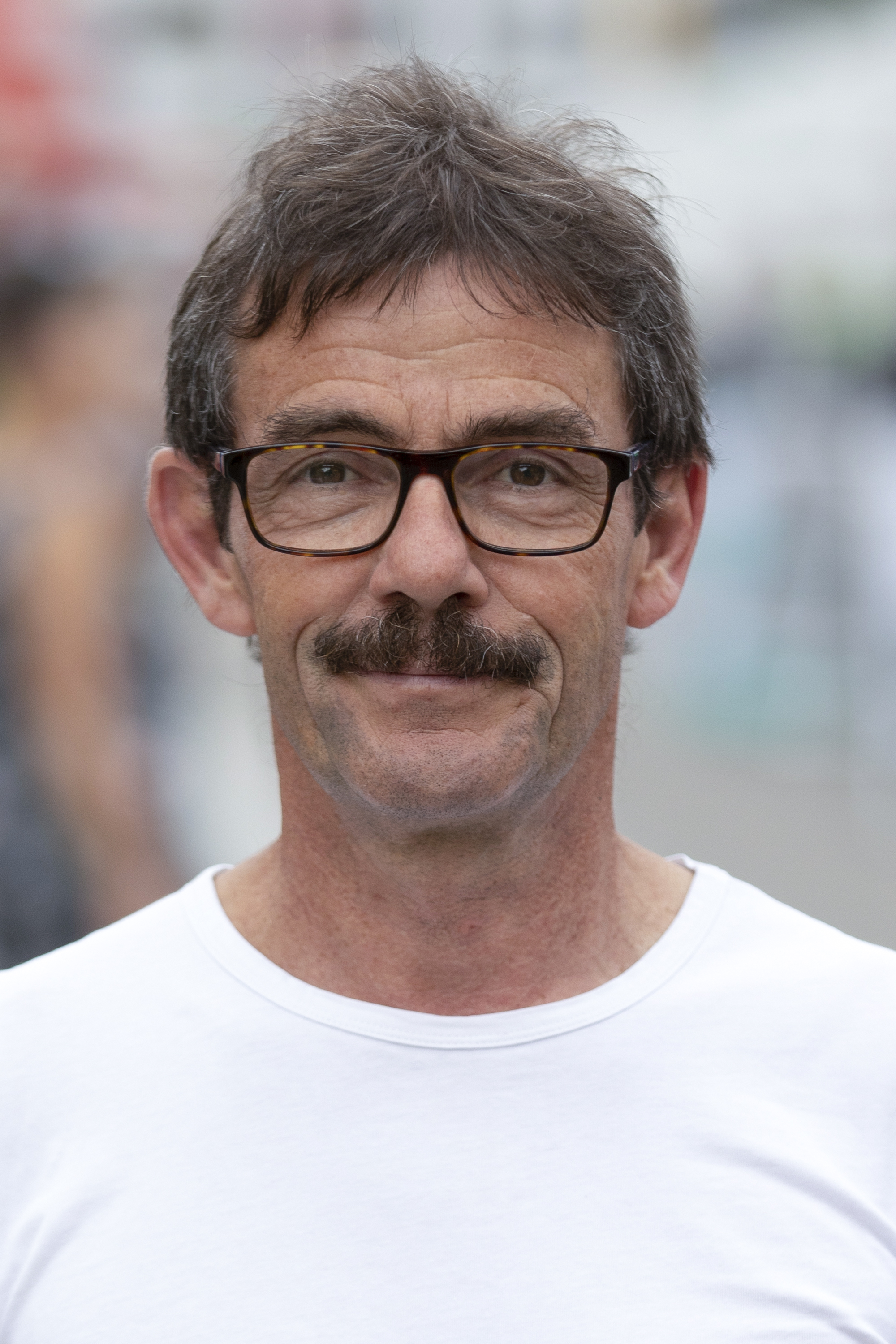
Ruedi Blumer (2019)

Ruedi Blumer (* 6. Juni 1957) ist ein Schweizer Politiker (SP).

## Leben
1996 wurde Blumer in den St. Galler Kantonsrat (Wahlkreis St. Gallen) gewählt, seit 2008 ist er Präsident des Ostschweizer Teils des Schweizerischen Mieterinnen- und Mieterverbands. Von 2018 bis 2024 war Blumer Zentralpräsident des Verkehrs-Clubs der Schweiz (VCS).
Ruedi Blumer wohnt in Gossau, ist verheiratet und Vater von drei Kindern.